# Panagiōtīs Symelidīs
Panagiōtīs Symelidīs (in greco Παναγιώτης Συμελίδης; Kozani, 3 novembre 1992) è un calciatore greco, centrocampista del Levadeiakos.

## Carriera
Ha giocato in tutte le categorie del campionato greco di calcio. Nel 2019 passa al Levadeiakos e ci milita per due anni, salvo trasferirsi a parametro zero al Larissa. Nel 2022 ritorna al Levadeiakos e contribuisce alla vittoria del campionato di Souper Ligka Ellada 2 nel 2022 e 2024.

## Palmarès

### Competizioni nazionali
- Souper Ligka Ellada 2:   2

Levadeiakos: 2021-2022, 2023-2024